# Philippe Honoré
Philippe Honoré, també conegut pel nom artístic d'Honoré, (Vichy, 25 de novembre de 1941 - París, 7 de gener de 2015) va ser un historietista i caricaturista francés, mort durant l'atemptat a la seu del Charlie Hebdo de gener de 2015.

## Biografia

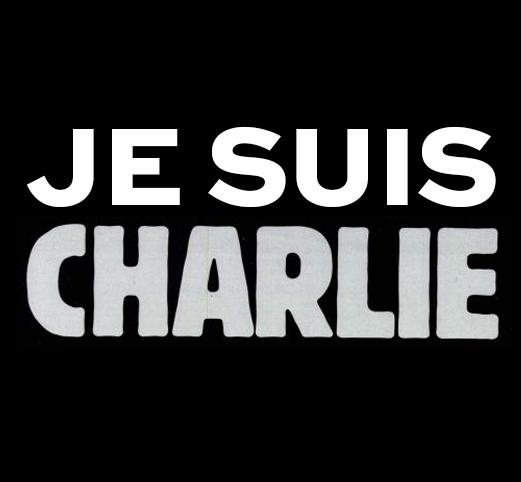
"Je suis Charlie", consigna de solidaritat amb les víctimes de l'atemptat a la seu del Charlie Hebdo del 7 de gener de 2015.

Honoré comença a treballar als 16 anys, signant dibuixos per a Sud Ouest. Desenvolupà ràpidament un estil molt reconeixible, amb un molt bon ús del blanc i negre i de les ambientacions fosques. Amb desenes de publicacions, va tindre una llarga carrera com a dibuixant de premsa, participant també a publicacions com Petits Classiques Larousse.
El 1992 comença a col·laborar amb Charlie Hebdo, on publicaria fins al moment de la seua mort. També va col·laborar a Lire i Les Inrockuptibles. A Lire, realitzava jeroglífics literaris, que van ser recopilats posteriorment.
Poc abans de l'atemptat a la seu del Charlie Hebdo del 7 de gener de 2015, on va morir, Honoré va publicar un dibuix al compte de twitter del setmanari on apareixia Abou Bakr al-Baghdadi, cap de l'Estat Islàmic, fent una felicitació per l'any nou on hi deia Et surtout la santé!.